# 혈액은행
혈액은행(血液銀行)은 혈액을 보관해 두었다가, 의사의 요청에 따라 수혈이 필요한 환자에게 적절하게 그리고 안전하게 수혈 할 수 있도록 하는 곳이다. 이러한 은행에서 피를 사고 파는 일을 매혈(買血, 賣血)이라고 부른다. 아프리카계 미국인인 찰스 R. 드루가 처음으로 혈액을 저장하는 기술을 발전시켰으며, 제2차 세계대전 시기에 대규모의 혈액은행을 만들었다. 이 덕분에 연합군은 수천명의 목숨을 구할 수 있었다.

## 같이 보기
- 헌혈